# ゲンナジー・ゴロフキン 対 ダニエル・ジェイコブス戦
ゲンナジー・ゴロフキン 対 ダニエル・ジェイコブス戦（ゲンナジー・ゴロフキン たい ダニエル・ジェイコブスせん）は、2017年3月18日にアメリカ合衆国ニューヨークのマディソン・スクエア・ガーデンで開催されたプロボクシングの試合。WBA（スーパー王座）・WBC・IBF世界ミドル級王者のゴロフキンとWBA世界ミドル級正規王者のジェイコブスが行う王座統一戦。イベント名は『Middleweight Madness』（ミドル級の狂乱）。アンダーカードでは4階級制覇王者ローマン・ゴンサレスが元WBC世界スーパーフライ級王者シーサケット・ソー・ルンヴィサイを迎えての防衛戦、前WBC世界スーパーフライ級王者カルロス・クアドラスの復帰戦、前WBO世界ミドル級王者アンディ・リーの復帰戦が組まれた。この試合はHBOがペイ・パー・ビューで生放送された。

## 成立まで
2016年9月13日、WBAはスーパー王者ゴロフキンと正規王者ジェイコブスに対し、30日以内に王座統一戦に関する対戦交渉を開始し、120日以内に対戦するよう指令を出した。同年12月10日に王座統一戦を行う予定だったのだが、報酬が75%がゴロフキンに、残りの25%がジェイコブスに配分となるWBA規定よりも多い40%の配分をジェイコブス陣営から要求されるなど対戦交渉は難航し、12月10日までに対戦交渉で合意をすることが難しい為、対戦が見送られた。しかし、その後も両陣営が再度交渉し、2017年3月18日にマディソン・スクエア・ガーデンで王座統一戦を行うことで合意した。
後にアンダーカードで、ローマン・ゴンサレスとシーサケット・ソー・ルンヴィサイによるWBC世界スーパーフライ級タイトルマッチ、カルロス・クアドラスとデビッド・カルモナによるノンタイトル戦10回戦が組まれた。
2017年1月10日に試合会場であるマディソン・スクエア・ガーデンで、翌11日にロサンゼルス・ダウンタウンにあるL.A.ライブ・ノキアシアターでプレゼンテーションが行われた。
試合当日、IBFが義務付けている当日計量にジェイコブスが間に合わなかった為、ゴロフキンが勝てばIBF王座の防衛となるがジェイコブスが勝ってもIBF王者になれない条件で試合は開催された。

## 対戦カード
^Note 1 WBA・WBC・IBF・IBO世界ミドル級王座統一戦
^Note 2 WBC世界スーパーフライ級タイトルマッチ
^Note 3 WBCアメリカ大陸ライト級タイトルマッチ